# Península de Bōsō
La península de Bōsō (房総半島 Bōsō-hantō) es una península situada en la prefectura de Chiba en Honshū, la isla más grande de Japón. Conforma el margen oriental de la bahía de Tokio, separándola del océano Pacífico.

## Geografía
La península de Bōsō, junto con la península de Kii, son las más grandes del.país. Es parte del área metropolitana de Tokio, por lo que su densidad. demográfica es sumamente alta. Forma el borde este de la bahía de Tokio, separándola del océano Pacífico. La península cubre aproximadamente 5034 kilómetros cuadrados.
Gran parte de la península es montañosa, con algunos picos de 400 m sobre el nivel del mar. Mientras que la parte occidental de la península tiene un nivel alto de urbanización (centrada en la ciudad de Kisarazu), las tierras de riego y los valles interiores son utilizados principalmente para el cultivo de arroz.
El Aqualine Bahía de Tokio, un puente-túnel que atraviesa la bahía de Tokio, conecta Kisarazu con la ciudad de Kawasaki en la prefectura de Kanagawa.
La península recibe su nombre (y su kanji) de las antiguas provincias que se ubicaban allí: Awa (安房) aportó el primer kanji, mientras que Kazusa (上総) y Shimōsa (下総) aportaron el segundo.
- Datos: Q1022115
- Multimedia: Bōsō Peninsula / Q1022115